# NGC 7380
NGC 7380 é um aglomerado aberto com nebulosa na direção da constelação de Cepheus. O objeto foi descoberto pela astrônoma Caroline Herschel em 1787, usando um telescópio refletor com abertura de 4,2 polegadas. Devido a sua moderada magnitude aparente (+7,2), é visível apenas com telescópios amadores ou com equipamentos superiores. 